# NGC 434
NGC 434 là một thiên hà xoắn ốc thuộc loại SAB (s) ab nằm trong chòm sao Đỗ Quyên. Nó được phát hiện vào ngày 28 tháng 10 năm 1834 bởi John Herschel. Nó được Dreyer mô tả là "sáng, nhỏ, tròn, khá đột nhiên ở giữa".